# Dawsonia insignis
Dawsonia insignis là một loài rêu trong họ Polytrichaceae. Loài này được Lorch mô tả khoa học đầu tiên năm 1931.